# Sofía Correa
Sofía Correa Sutil (Santiago, 1 de septiembre de 1953) es una historiadora chilena.

## Biografía
Hija de Jorge Correa Montt y Sofía Sutil Alcalde, es además hermana de Jorge Correa Sutil.
Contrajo matrimonio el 19 de julio de 1986 con Alfredo Jocelyn-Holt. Ambos tienen una hija, Emilia.

## Carrera profesional
Estudió en la Universidad Católica de Chile de donde se licenció en Historia en 1976. En 1994 obtuvo el Doctorado en la Modern History Faculty de la Universidad de Oxford. Realizó clases en la Universidad de Santiago de Chile. Desde 1996 hasta 2010, dirigió el equipo interdisciplinario de Historia y Ciencias Sociales, responsable del curriculum nacional elaborado en el Ministerio de Educación para dicha área. Desde 2003 se desempeña como docente de la Facultad de Derecho de la Universidad de Chile, donde desde el año 2009 integra el Comité Académico del programa de Doctorado. Mientras fue profesora universitaria contó con el entonces estudiante de Derecho Gabriel Boric como ayudante de cátedra en Historia Institucional de Chile.
Entre 1998 y 1999 participó como columnista en el periódico El Metropolitano.

## Obras
Entre sus publicaciones destacan:
- Sociedad civil, Estado e Institucionalidad política en Chile
- Chile en el siglo XX (1990)
- Documentos del siglo XX chileno (2001)
- Historia del siglo XX chileno: Balance paradojal (2001), escrito junto con Consuelo Figueroa, Manuel Vicuña, Alfredo Jocelyn-Holt y Claudio Rolle.
- Con las riendas del poder: La derecha chilena en el siglo XX (2005)
- Ciudadanos en Democracia. Fundamentos del sistema político chileno (2010), escrito junto con Pablo Ruiz-Tagle.
- El proceso económico. Chile (1830-1880) (2015)